# Ficus pleurocarpa
Ficus pleurocarpa är en mullbärsväxtart som beskrevs av F. Müll.. Ficus pleurocarpa ingår i släktet fikonsläktet, och familjen mullbärsväxter. Inga underarter finns listade i Catalogue of Life.

## Bildgalleri

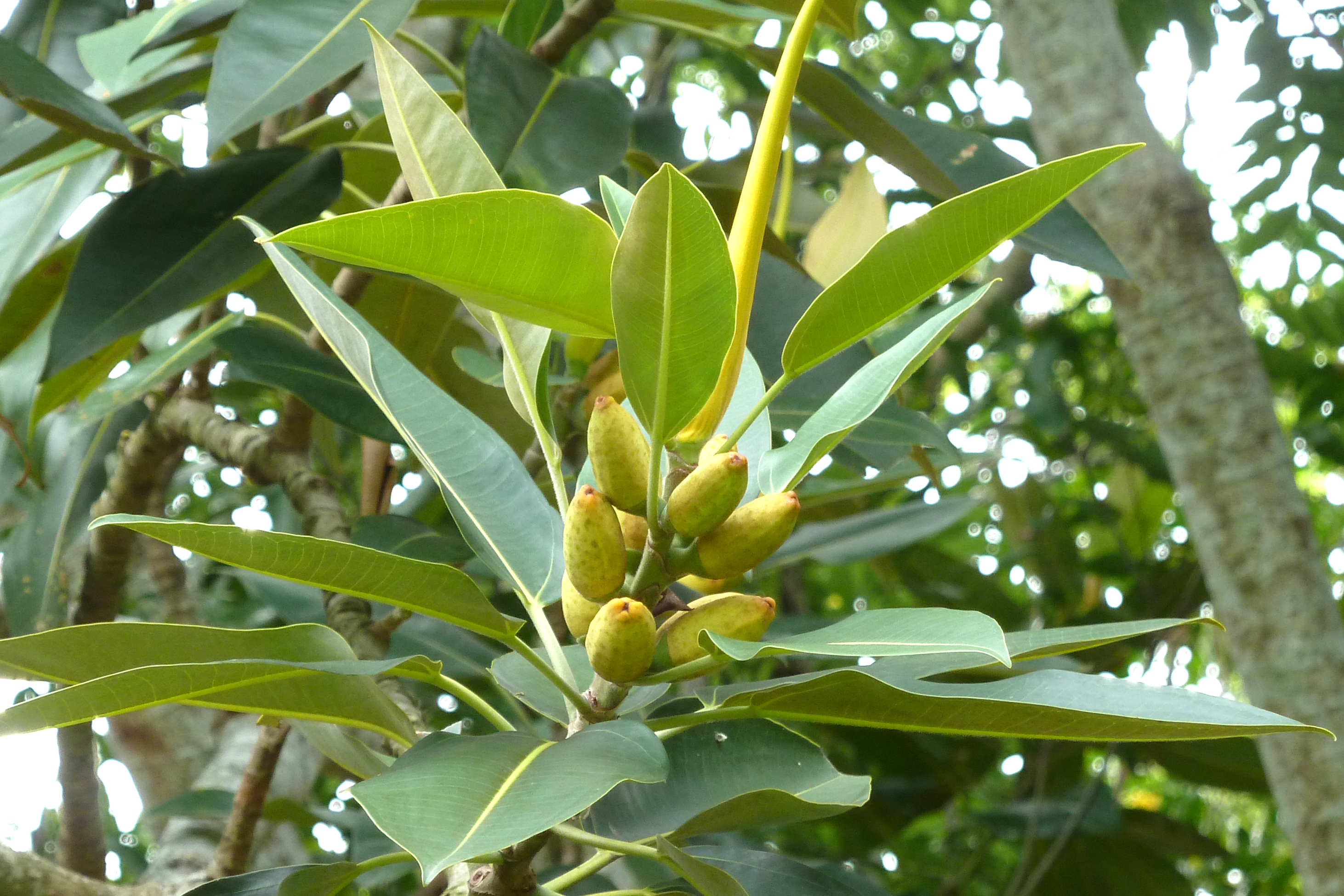
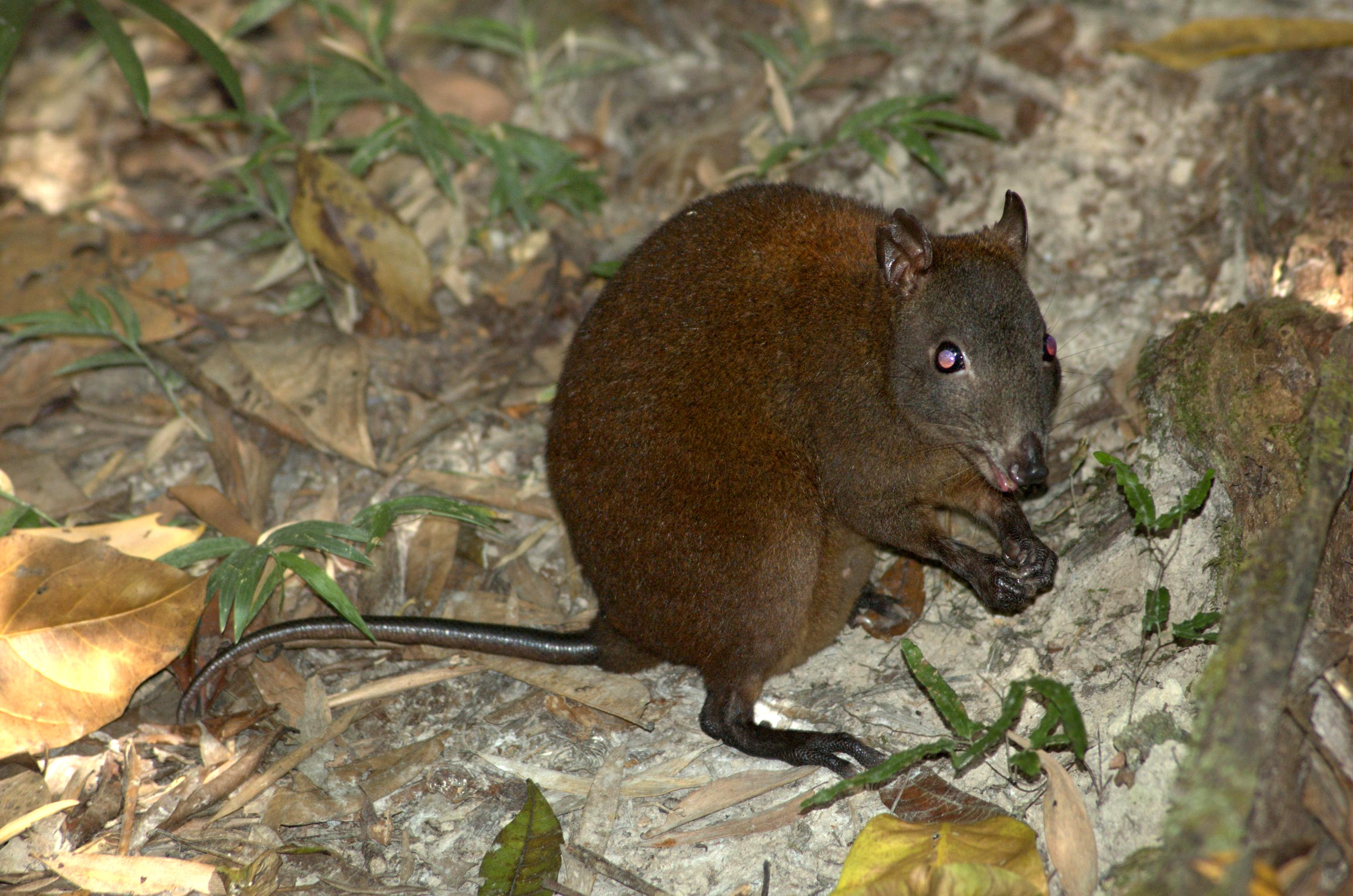